# Foresta di Fangorn
(Peregrino Tuc in J. R. R. Tolkien, Le due torri)
La foresta di Fangorn, o più semplicemente Fangorn, è una foresta di Arda, l'universo immaginario creato dallo scrittore inglese J. R. R. Tolkien. È la più intricata e dispersiva foresta della Terra di Mezzo, insieme alla Vecchia Foresta e al Bosco Atro (ma solo ai tempi in cui Sauron vi ha risieduto) al cui interno sembrano celarsi alberi capaci di volontà propria.
La foresta è presidiata e mantenuta dai suoi guardiani: gli Ent. Il più vecchio tra essi è Barbalbero, che gli elfi grigi chiamano Fangorn e dal cui nome viene quello della foresta; quest'Ent infatti è il Pastore d'Alberi per eccellenza, l'unico che potrebbe svegliare tutti gli Ent e gli Ucorni dalla fase dormiente per condurli in battaglia, come infatti successe con la marcia contro Isengard.
Fangorn è insieme alla Vecchia Foresta, ai confini della Terra di Buck, presso la Contea, una delle ultime parti di una foresta che ricopriva gran parte della Terra di Mezzo.

## Geografia e abitanti
Fangorn si trova a ridosso delle Montagne Nebbiose, ai confini di Rohan, ed è in parte attraversata dai fiumi Limterso (Limlindo nella nuova traduzione de Il Signore degli Anelli) e Acquaneve. La foresta è abitata dagli Ent (i Pastori di Alberi), e dagli Ucorni, alberi crudeli che iniziano a muoversi. I viaggiatori che la attraversano sono ben pochi, per via delle antiche leggende che riescono a intimorire perfino i più audaci. I pochi che osano entrarvi sono ad esempio Gandalf e, prima della conversione al male, Saruman.